# Resolução 247 do Conselho de Segurança das Nações Unidas
A Resolução 247 do Conselho de Segurança das Nações Unidas aprovada por unanimidade em 18 de março de 1968, depois de reafirmar as resoluções anteriores sobre o tema, o Conselho ampliou a permanência no Chipre da Força das Nações Unidas para Manutenção da Paz no Chipre por mais 3 meses, que terminam em 26 de junho de 1968. O Conselho apelou igualmente às partes diretamente interessadas para que continuem a agir com a máxima moderação e a cooperarem plenamente com a força de manutenção da paz.